# Koldus és királyfi (film, 1996)
A Koldus és Királyfi (The Prince and the Pauper) egy 1996-os kanadai rajzfilm, amely Mark Twain regénye alapján készült. Rendezője Rick Allen.
Magyarországon a Mirax forgalmazásában jelent meg DVD-n.

## Készítették
- Rendezte: Rick Allen
- Producer: Garry Blye
- írta: Sherman Snukal

## Szereplők
| Szereplő            | Magyar hang   | Leírás                                                                                      |
| ------------------- | ------------- | ------------------------------------------------------------------------------------------- |
| Tom Canty           | Bolba Tamás   | Londoni koldusfiú, aki arról álmodik, hogy herceg legyen                                    |
| Edward herceg       | Bolba Tamás   | Anglia ifjú trónörököse                                                                     |
| Sasha Canty         | Mezei Kitty   | Tom nővére, segít Edwardnak                                                                 |
| Lord Hertford       | Szokolay Ottó | Gonosz lord, a király udvari tanácsadója, Edward ellen áskálódik, hogy Anglia az övé legyen |
| Miles Handon        | Dózsa Zoltán  | Egy magányos lovag, aki Edward szolgálatába szegődik                                        |
| Edgar, a sólyom     | Pathó István  | Ügyetlen, de nagyon hűséges sólyom, segít Tomnak                                            |
| Panza               | Uri István    | Macskaszerű lény, Hertford gonosz testőre                                                   |
| Boszorkány          | Kiss Erika    |                                                                                             |
| VIII. Henrik király | Csurka László | Anglia öreg uralkodója, tudja, hogy fia, Edward jó utódja lesz                              |
| Mesélő              | Götz Anna     |                                                                                             |

További hangok: Galambos Péter, Markovics Tamás, Orosz István